# Volby prezidenta USA 2004

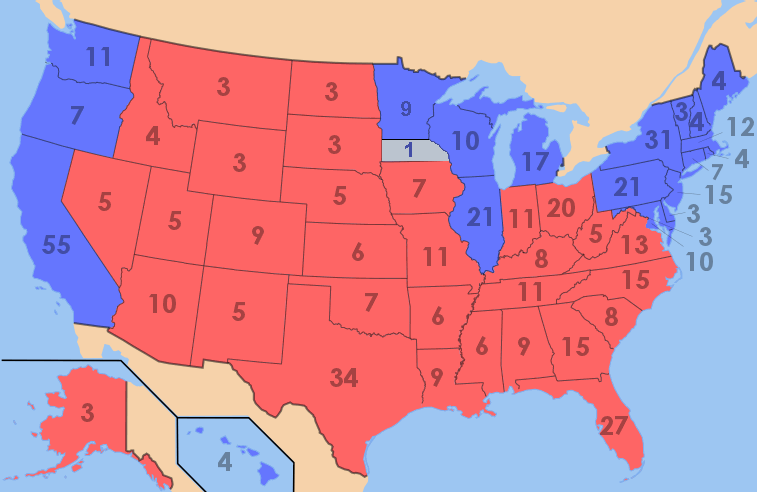
Volební hlasy podle státu. Červená je George W. Bush (republikán). Modrá je John F. Kerry (demokrat)

Prezidentské volby v USA v roce 2004 se odehrály 2. listopadu 2004. Hlavními kandidáty byli George W. Bush a John F. Kerry, zvítězil George W. Bush, který získal 50,7% % hlasů (John F. Kerry 48,3%) a 286 z 538 volitelů (John F. Kerry 251).

## Graf volebních výsledků

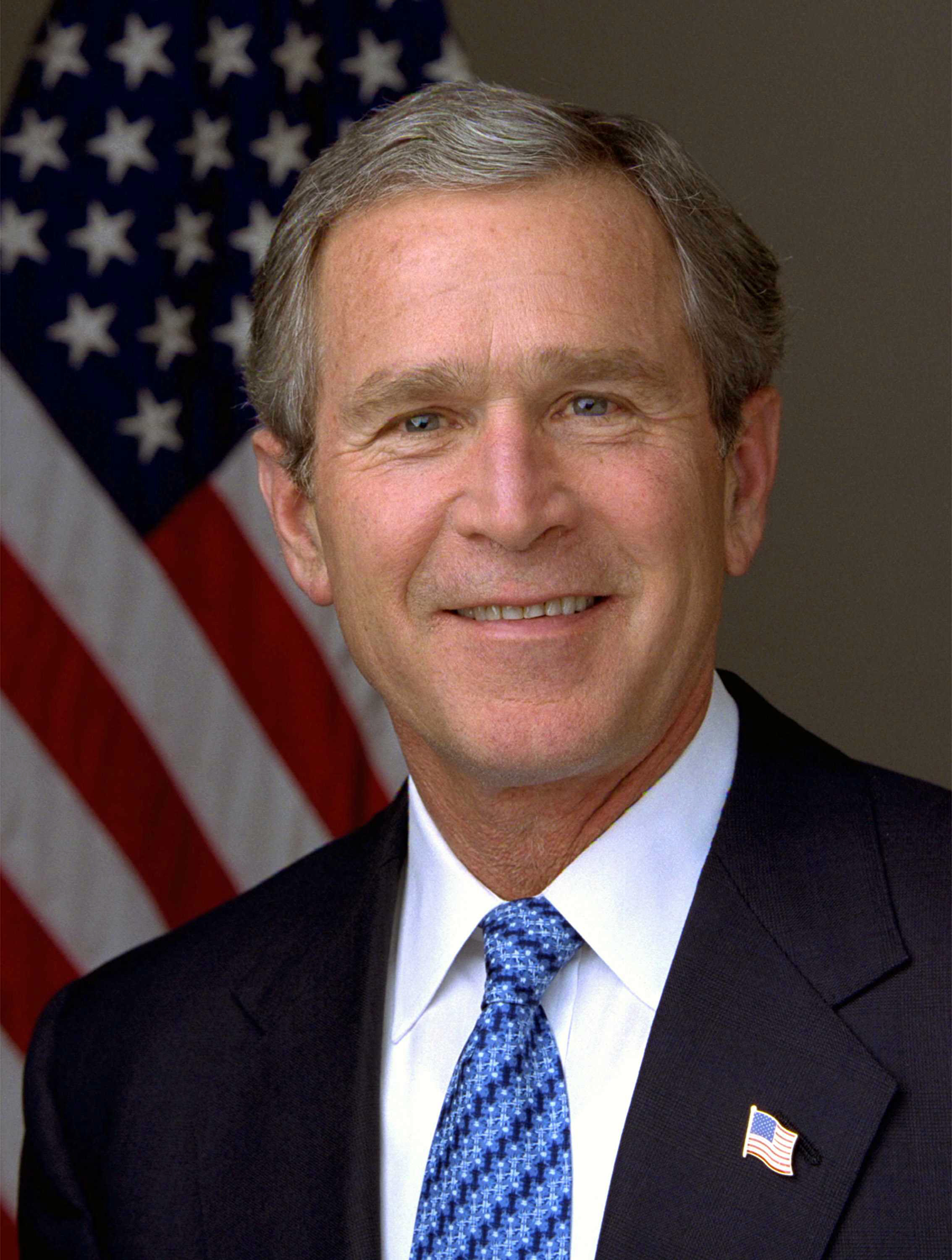
George W. Bush (43. Prezident USA)

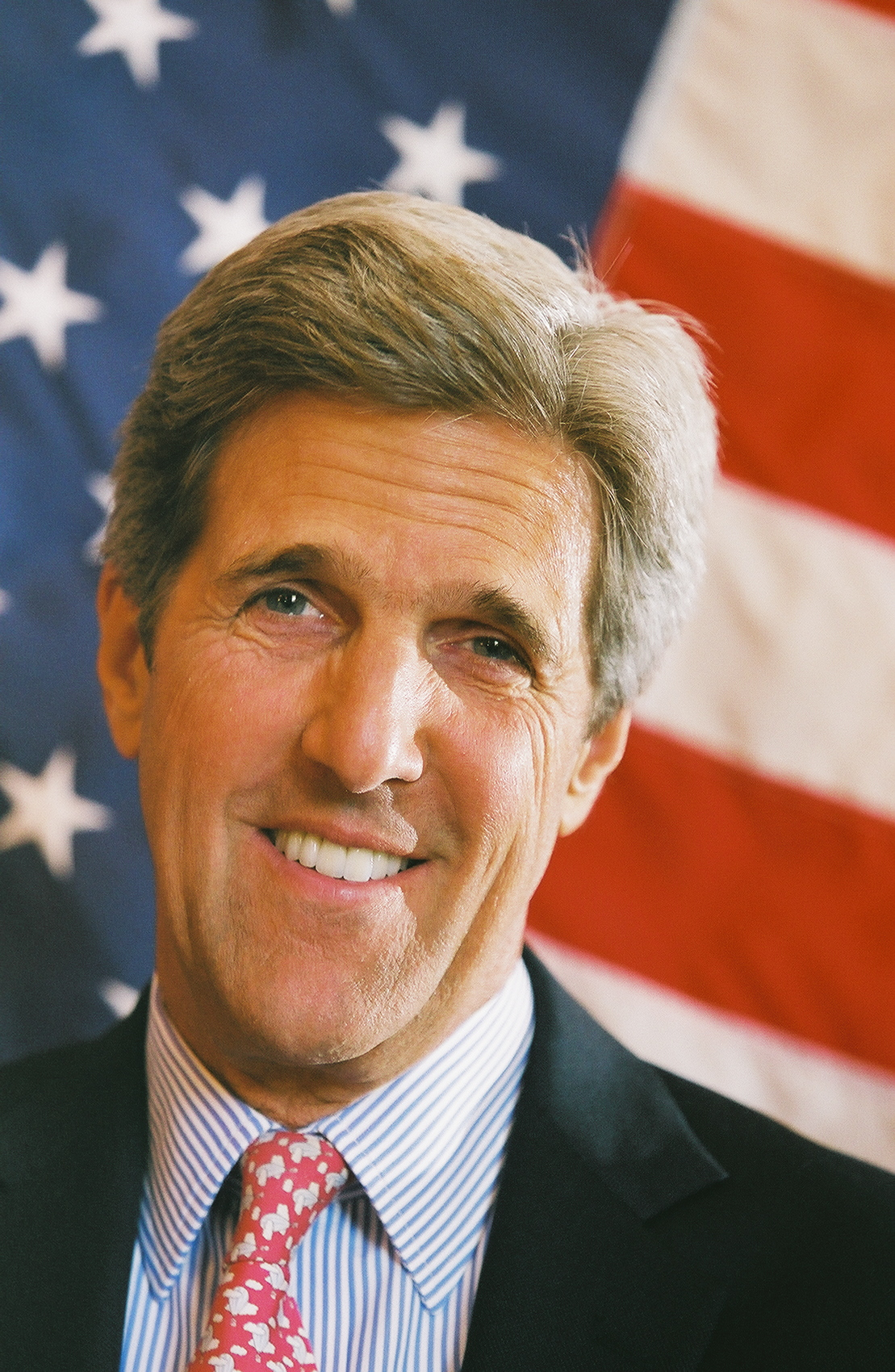
John F. Kerry

## Kampaň

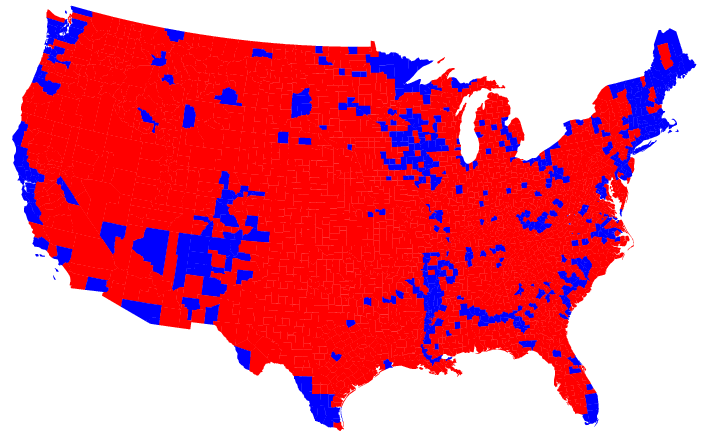
Výsledky voleb podle obvodů (county). Vítězi
Bush a Cheney,
Kerry a Edwards.

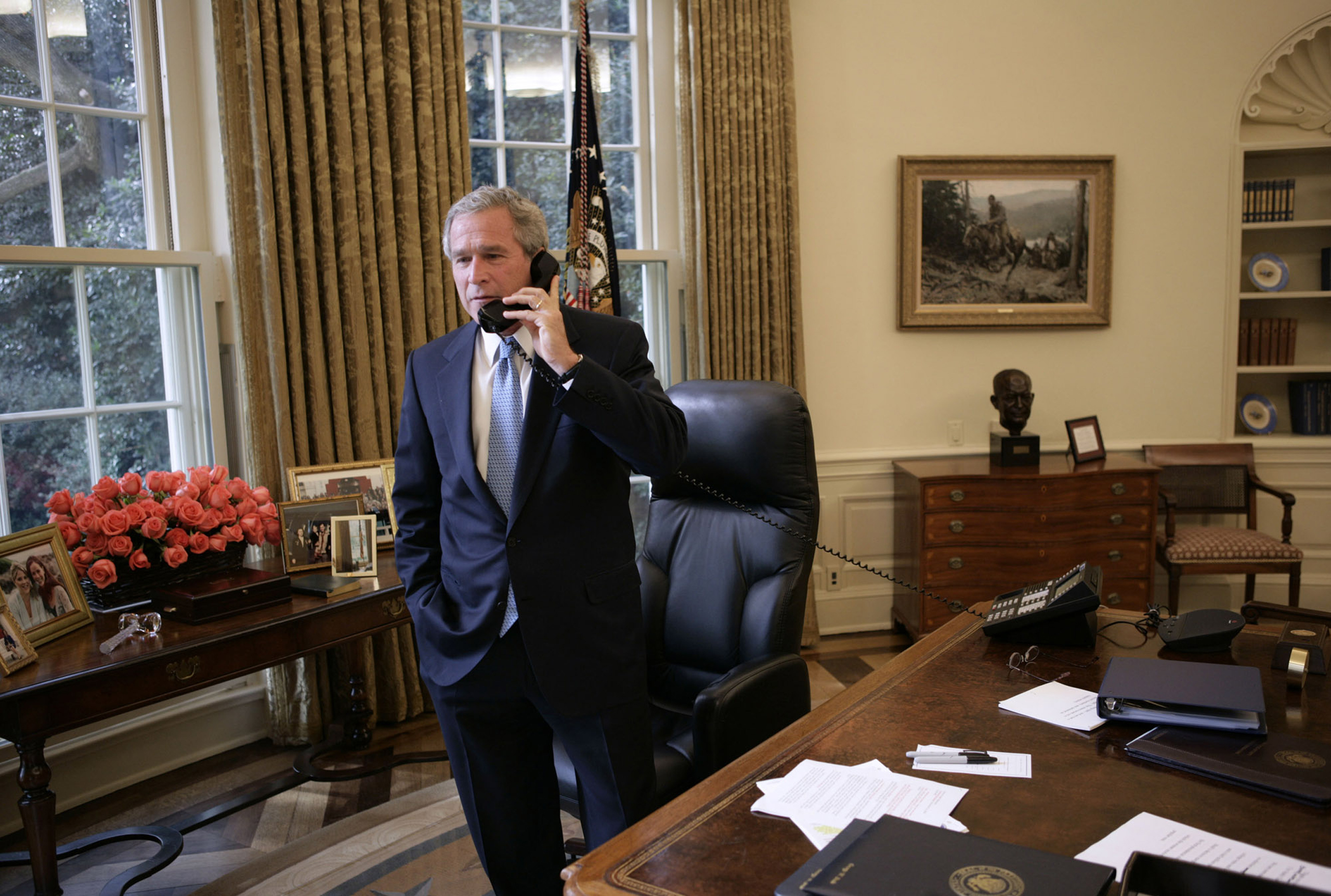
Bush přijímá telefonát kandidáta Demokratické strany Johna Kerryho, v kterém senátor přiznává porážku v prezidentských volbách 2004. (středa, 3. listopad 2004)

Hlavním soupeřem Bushe ve volbách v roce 2004 byl kandidát demokratů John Kerry, americký senátor za stát Massachusetts.
Mezi prioritní témata kampaně patřila Válka proti terorismu a Válka v Iráku. Bush obhajoval svá rozhodnutí a Kerry je naopak kritizoval jako nekompetentní. Republikáni toho využili, aby vykreslili Kerryho jako člověka, který mění své názory, jak se mu to hodí. Například upozorňovali na to, že v roce 1991 hlasoval proti Válce v zálivu, pak podporoval válku v Iráku v roce 2003 a poté ve volební kampani vstup do války kritizoval.
Druhým důležitým tématem byly tzv. morální hodnoty, zejména pokud šlo o interrupce, sňatky homosexuálů etc. Kampaň byla neobvykle dlouhá a poměrně tvrdá.
Volby se uskutečnily 2. listopadu. Výsledky byly opět těsné a definitivní výsledek bylo dlouho těžké určit díky sčítání hlasů ve státě Ohio, kde byl rozdíl natolik těsný, že dlouho nebylo jasné, kdo vlastně zvítězil, nakonec však Kerry musel uznat svoji porážku. Volitelé se střetli 13. prosince a v oficiálním hlasování získal Bush 286 hlasů, Kerry 251 hlasů a jeho spolukandidát Edwards 1 hlas (takzvaný „volitel bez víry“ z Minnesoty hlasoval za Edwardse jako viceprezidenta i prezidenta).
Bush získal 62 040 606 hlasů, což představovalo 50,77 % všech hlasů, a zvítězil v 31 státech. John Kerry získal 59 028 109 hlasů (48,31 %) a vyhrál v 19 státech a ve Washingtonu DC. Bush byl inaugurován 20. ledna 2005.
Volby však jsou navzdory těsnému výsledku označované za významnou výhru republikánů a to z těchto důvodů:
- Poprvé od voleb roku 1936 dokázal znovuzvolený prezident posílit pozici své strany v obou částech Kongresu. Poslednímu republikánskému kandidátovi se to podařilo v roce 1900.
- George W. Bush byl první kandidát od voleb v roce 1988, který získal nadpoloviční většinu hlasů. Byly to v pořadí sedmé volby, ve kterých se demokratickému kandidátovi podobný úspěch nepodařil.
- K volbám se dostavilo o 12 miliónů lidí více než v roce 2000. Účast byla díky tomu nejvyšší od roku 1968.
- Ve volebním období 2005–2009 pravděpodobně nastane výrazná změna ve složení Nejvyššího soudu USA, odkud by měli kvůli věku odejít někteří soudci. Mezi prezidentské pravomoci spadá i jmenování soudců.
- Jen 3 státy zvolily kandidáta jiné strany než v roce 2000. Bush získal Iowu a Nové Mexiko (celkově 12 hlasů volitelů), Kerry New Hampshire (4 hlasy).

Volby poprvé v historii sledovali zahraniční pozorovatelé z OSCE, kteří přišli na žádost americké vlády.

## Volební výsledky
| Kandidát            | Politická strana              | Domovský stát       | Hlasování           | Hlasování           | Počet volitelů | Spolukandidát      | Domovský stát    | Počet volitelů |
| Kandidát            | Politická strana              | Domovský stát       | Počet hlasů         | Hlasy v %           | Počet volitelů | Spolukandidát      | Domovský stát    | Počet volitelů |
| ------------------- | ----------------------------- | ------------------- | ------------------- | ------------------- | -------------- | ------------------ | ---------------- | -------------- |
| George W. Bush      | Republikán                    | Texas               | 62 040 610          | 50,74%              | 286            | Dick Cheney        | Wyoming          | 286            |
| John F. Kerry       | Demokrat                      | Massachusetts       | 59 028 444          | 48,27%              | 251            | John Edwards       | Severní Karolína | 251            |
| Ralph Nader         | Nezávislý                     | Connecticut         | 465 650             | 0,38%               | 0              | Peter Camejo       | Kalifornie       | 0              |
| Michael Badnarik    | Libertarián                   | Texas               | 397 265             | 0,32%               | 0              | Richard Campagna   | Iowa             | 0              |
| Michael Peroutka    | Konstituční strana            | Maryland            | 143 630             | 0,12%               | 0              | Chuck Baldwin      | Florida          | 0              |
| David Cobb          | Zelený                        | Texas               | 119 859             | 0,10%               | 0              | Pat LaMarche       | Maine            | 0              |
| Leonard Peltier     | Strana míru a svobody         | Pennsylvania        | 27 607              | 0,02%               | 0              | Janice Jordan      | Kalifornie       | 0              |
| Walt Brown          | Socialista                    | Oregon              | 10 837              | 0,01%               | 0              | Mary Alice Herbert | Vermont          | 0              |
| John Edwards        | Demokrat                      | Severní Karolína    | 10 834              | 0,01%               | 1              | John Edwards       | Severní Karolína | 1              |
| Roger Calero        | Socialistická dělnická strana | New York            | 10 800              | 0,01%               | 0              | Arrin Hawkins      | Minnesota        | 0              |
| Celkem              | Celkem                        | Celkem              | 122 267 553         | 100%                | 538            |                    |                  | 538            |
| Potřebných na výhru | Potřebných na výhru           | Potřebných na výhru | Potřebných na výhru | Potřebných na výhru | 270            |                    |                  | 270            |

### Hlasovací přístup
| Prezidentský kandidát | Politická strana   | Hlasovací přístup |
| --------------------- | ------------------ | ----------------- |
| Bush / Cheney         | Republikán         | 50+ DC            |
| Kerry / Edwards       | Demokrat           | 50+ DC            |
| Badnarik / Campagna   | Libertarian        | 48 + DC           |
| Peroutka / Baldwin    | Konstituční strana | 36                |
| Nader / Camejo        | Nezávislý          | 34 + DC           |
| Cobb / LaMarche       | Zelený             | 27 + DC           |

## Nejtěsnější procentuální výsledky

### Rozdíl menší než 5%
1. Wisconsin 0,38%
2. Iowa 0,67%
3. New Mexico 0,79%
4. New Hampshire 1,37%
5. Ohio 2,11%
6. Pennsylvania 2,50%
7. Nevada 2,59%
8. Michigan 3,42%
9. Minnesota 3,48%
10. Oregon 4,16%
11. Colorado 4,67%

### Rozdíl větší než 5%
1. Florida 5,01%
2. New Jersey 6,68%
3. Washington 7,18%
4. Missouri 7,20%
5. Delaware 7,60%
6. Virginia 8,20%
7. Hawaii 8,75%
8. Maine 8,99%
9. Arkansas 9,76%
10. California 9,95%

## Finance na kampaň
| Kandidát (strana)    | Vynaložená částka v ($) | Počet hlasů | Počet $ za 1 hlas 1 |
| -------------------- | ----------------------- | ----------- | ------------------- |
| George W. Bush (R)   | 367 227 801             | 62 040 610  | 5,92 $              |
| John F. Kerry (D)    | 326 236 288             | 59 028 111  | 5,52 $              |
| Ralph Nader (NEZ.)   | 4 566 037               | 463 653     | 9,85 $              |
| Michael Badnarik (L) | 1 093 013               | 397 265     | 2,75 $              |
| Michael Peroutka (K) | 729 087                 | 144 498     | 5,05 $              |
| David Cobb (G)       | 493 723                 | 119 859     | 4,12 $              |
| Walt Brown (SPUSA)   | 2 060                   | 10 837      | 0,19 $              |

- 1 Vynaložená částka v ($) / celkový počet hlasů = Počet vynaložených dolarů za jeden hlas.

### Audiovizuální dokumenty
- (anglicky)Uncounted: The New Math of American Elections, dokument věnovaný problémům amerických prezidentských voleb, zejména těm z roku 2004; 80 minut

| Volby prezidenta USA                  | Volby prezidenta USA      | Volby prezidenta USA                |
| ------------------------------------- | ------------------------- | ----------------------------------- |
| Předchůdce: Volby prezidenta USA 2000 | Volby prezidenta USA 2004 | Nástupce: Volby prezidenta USA 2008 |